# Jevgenij Mironov
Jevgenij Vasilijevitj Mironov (ryska: Евгений Василъевич Миронов), född den 1 november 1949 i Novgorod, Ryssland, är en sovjetisk friidrottare inom kulstötning.
Han tog OS-silver i kulstötning vid friidrottstävlingarna 1976 i Montréal. 